# Berkeley Jazz Festival
Het Berkeley Jazz Festival wordt eenmaal per jaar gehouden in het openluchttheater Hearst Greek op de campus van de University of California, Berkeley. Het theater kijkt uit over de baai van San Francisco aan Hearst & Gayley Road. Het festival werd in 1967 gestart door Darlene Chan.

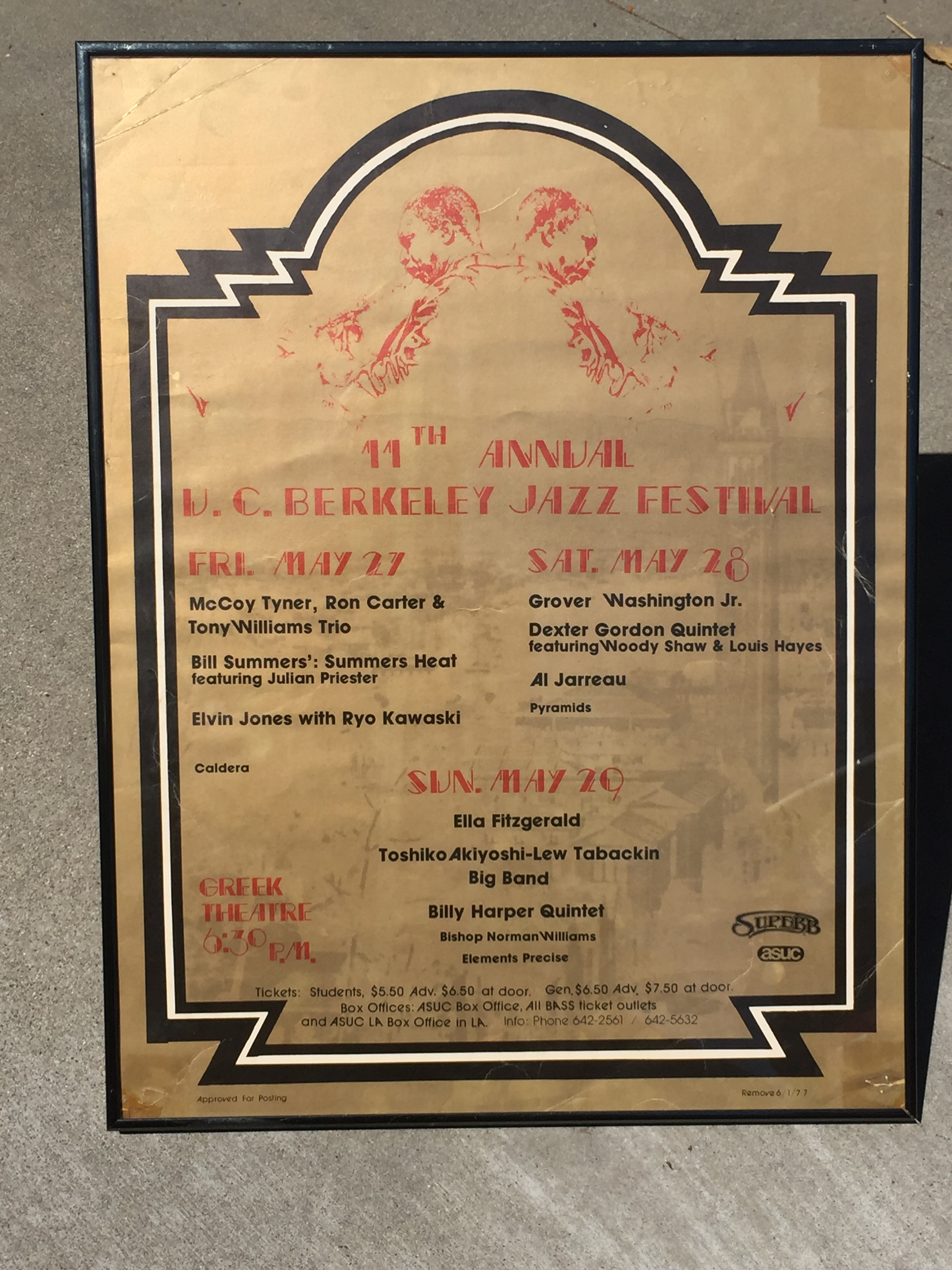

## Opmerkelijke artiesten

### Oorspronkelijk festival
1967
Het eerste festival vond plaats van 7 tot 8 april in het Griekse theater op de campus van Berkeley van de Universiteit van Californië. Vrijdagavond waren er optredens van Miles Davis, het Modern Jazz Quartet en de Gerald Wilson Big Band. Op zaterdag traden het Bill Evans Trio, het Horace Silver Quintet, het John Handy Concert Ensemble en Big Mama Thornton op. Het festival werd gepland en gesponsord door de Union Program Board van de Associated Students van de University of California en de Interfraternity Council met Ralph J. Gleason, columnist van de S.F. Chronicle, als vriend en adviseur. Darlene Chan was de oprichter van het festival en de eerste directeur.
1968
Het tweede jaarlijkse festival werd gesponsord door de Union Program Board van de Associated Students Of the U of California en vond plaats in april - mei met Miles Davis, Carmen McRae, Bobby Hutcherson en het Harold Land Quartet, Billy Taylor, Thelonious Monk en de Thad Jones/Mel Lewis Big Band met Joe Williams. Davis verscheen voor het eerst met het Gil Evans Orchestra. De twee mannen hadden samen gespeeld sinds hun concert in 1961 in de Carnegie Hall. Wayne Shorter componeerde een deel van de muziek, gespeeld door Davis en het orkest van Gil Evans. De uitvoering uit 1968 was de laatste van Davis met die band. Lalo Schifrin gaf op 20 april een lezing over jazzmuziek. Gitarist Wes Montgomery verscheen met zijn twee broers: Monk op piano en Buddy op elektrische bas. Pianist Thelonious Monk gaf een concert en leidde een workshop die werd uitgesteld totdat zes kleine ruimteverwarmingstoestellen konden worden gelokaliseerd en naar het podium konden worden gebracht, omdat zijn handen koud waren. In eerste instantie droeg hij handschoenen met uitgesneden vingers. Denny Zeitlin, een psychiater in Marin County, die onlangs een plaat voor Columbia Records had gemaakt, vervoegde Taylor en Monk in de middagworkshop. Jamie Bennett was de voorzitter van UPB en de directeur van het festival.
1969
Gehouden in april-mei 1969 met het Cannonball Adderley Quintet, Sonny Rollins, Max Roach en Abbey Lincoln, Nina Simone, het Herbie Hancock Sextet, Tony Williams, Zutty Singleton, Roy Haynes, Albert King, Archie Shepp en King Errison . Martha en de Vandellas werd geannuleerd vanwege ziekte en werden vervangen door de Edwin Hawkins Singers. 
1974
Saxofonist Prince Lasha, die een achtkoppige band leidde met pianist Herbie Hancock en bassist Ron Carter, speelde een optreden met drie nummers, die werden uitgebracht door Enja Records. 
1975 Het negende jaarlijkse Berkeley Jazz Festival
Stanley Turrentine - Grover Washington jr. - Donald Byrd and The Blackbyrds - Taj Mahal - Joe Bataan - Freddie Hubbard - Gil Scott-Heron - Les McCann - Eddie Harris, Cannonball Adderley en Nat Adderley.
1976 - Het tiende jaarlijkse Berkeley Jazz Festival
Vrijdag 28 mei: Charles Mingus Quintet met Nat Adderley - Rahsaan Roland Kirk and the Vibration Society - George Benson

Zaterdag 29 mei: Weather Report - Hubert Laws featuring Patrice Rushen - Lonnie Liston Smith and the Cosmic Echoes 

Zondag 30 mei: McCoy Tyner - Ramsey Lewis - Betty Carter - Ronnie Laws and Pressure 
1977 - Het elfde jaarlijkse Berkeley Jazz Festival
Vrijdag 27 mei: McCoy Tyner/Tony Williams/Ron Carter - Elvin Jones met Ryo Kawasaki - Jean Carn - Bill Summers & Julian Priestley Summers Heat 

Zaterdag 28 mei: Grover Washington jr. - Dexter Gordon met Woody Shaw & Louis Hayes - Al Jarreau - Piramides 

Zondag 29 mei: Ella Fitzgerald - Toshiko Akiyoshi-Lew Tabackin Big Band - Billy Harper - Bisschop Norman Williams - Elements Precise en ook George Duke
1978 - Het twaalfde jaarlijkse Berkeley Jazz Festival (opgedragen aan Rahsaan Roland Kirk, 1936–1977)
Zaterdag 20 mei - Bay Area Jazz Band Day: Ridd'm - Sadaka - Gregory James Quartet - Listen met Mel Martin 

Zaterdag 27 mei: Airto Moreira & Flora Purim - Ramsey Lewis - Freddie Hubbard - Hubert Laws - Michael Franks 

Zondag 28 mei: Night Flyte - Noel Pointer - Oscar Peterson/Ray Brown/Louis Bellson - Herbie Hancock / Ron Carter/Tony Williams - Eddie Jefferson met George Cables & Richie Cole
1979 - Het dertiende jaarlijkse Berkeley Jazz Festival
Vrijdag 25 mei: Al Jarreau - John Klemmer - Betty Carter - Tony Williams Band 

Zaterdag 26 mei: Weather Report - Sonny Rollins - Pat Metheny 

Zondag 27 mei: A Special Tribute to Charles Mingus: Joni Mitchell, Jaco Pastorius, Don Alias, Herbie Hancock en Tony Williams - Dizzy Gillespie - Eddie Jefferson met Richie Cole
1980 - Het 14e jaarlijkse Berkeley Jazz Festival
John McLaughlin, Sheila Escovedo, Tom Browne, The Manhattan Transfer en Christian Escoudé
1981 - Het 15e jaarlijkse Berkeley Jazz Festival
1982 - De 16e jaarlijkse U.C. Berkeley Jazz Festival (A SUPERB / ASUC Production)
Vrijdag 28 mei: Elvin Jones & the Jazz Machine - Benny Carter Jazz All Stars (met George Bohanon, Snooky Young, Llew Matthews, Richard Reid, Paul Humphrey) - Mark Murphy 

Zaterdag 29 mei: McCoy Tyner and Friends met gastzanger Phyllis Hyman - Freddie Hubbard All Stars met Bobby Hutcherson en Joe Henderson - Ray Barretto Orchestra met gastsolist Dizzy Gillespie - Full Faith & Credit Big Band 

Zondag 30 mei: Jean-Luc Ponty - Max Roach Quartet - Flora Purim & Airto met Joe Farrell - Free Flight 
1986
29-31 augustus

### Another Planet Entertainment
2005
Rachelle Ferrell, Lalah Hathaway, Unwrapped All-Stars, Ray Obiedo & the Urban Latin Jazz Project, Mimi Fox, Bobby Caldwell, Boney James en Kem.
2006
Artiesten waren Chaka Khan, Will Downing, George Duke & Stanley Clarke, Norman Brown, Poncho Sanchez Latin Jazz Band en Pieces of a Dream
2007
Een bezetting met Rachelle Ferrell, Arlington Houston, Joe Sample & Randy Crawford, Brian Culbertson, Najee, de Superstars van Jazz Fusion met Roy Ayers, Jean Carne, Lonnie Liston Smith, Jon Lucien en Wayne Henderson
2008
Kenny G, Will Downing, Brian Culbertson, The Escovedo Family met: Pete Escovedo, Sheila E. plus Juan en Peter Michael Escovedo Maysa Leak